# Maria Luiza Soares Fontes
Maria Luiza Soares Fontes (Rio de Janeiro, 1924) foi uma engenheira brasileira. Foi a primeira mulher a se formar em engenharia elétrica e engenharia mecânica no Brasil, pelo antigo Instituto Eletrotécnico de Itajubá, no estado de Minas Gerais no ano de 1950. Trabalhou no setor de padronização do Plano Postal, que pertencia aos Correios e Telégrafos, no Rio de Janeiro. Ela foi uma pioneira na área, sendo que a próxima mulher entrou no Instituto apenas 14 anos depois de Maria Luiza, em 1959.

## Biografia
Nascida em 1924, na então capital federal, Maria Luiza Soares era filha de um funcionário do Ministério da Guerra. Seu pai foi transferido do Rio de Janeiro para a cidade mineira de Itajubá, de onde Maria Luiza tinha vontade de se mudar, mas enfrentava resistência do pai. 
Em 1945, passou em 15° lugar no Instituto Eletrotécnico de Itajubá (IEI) e conseguiu estudar de forma gratuita por ser a primeira mulher do Instituto. Formou-se em 1950 e recebeu o diploma das mãos de Juscelino Kubitschek, governador de Minas Gerais à época. 
Maria Luiza mudou-se para o Rio de Janeiro em abril de 1951 e iniciou seu trabalho no setor de padronização do Plano Postal, dos Correios e Telégrafos. Sua função era especificar os materiais que a empresa precisaria comprar. Na década de 60, a engenheira foi para a Paris fazer um curso de mecanização postal com duração de dez meses, após ganhar uma bolsa de estudos do governo francês.
Em contrapartida aos valores conservadores que ganhavam força no início da Guerra Fria, Maria Luiza seguiu sua carreira e foi uma grande referência na sua área, tanto pelo seu conhecimento quanto pelo que representou. Ela faleceu em 21 de junho de 2017 e deixou sua marca, como o coletivo feminista que criaram com o seu nome no Instituto em que estudou.